# Жобер дьо Сири
Жобер дьо Сири (на френски: Joubert de Syrie, известен и с имената Жобер Сирийски, Iubertus, Jobert, Gilbert, Josberto) († октомври 1177), е 7-ият велик магистър на Ордена на рицарите-хоспиталиери. Той е начело на ордена в периода 1172 – 1177 година.

## Биография
След смъртта на Гастон дьо Мюрол, за негов приемник е избран Жобер дьо Сири. Получава името си Жобер Сирийски, тъй като е роден в земите на днешна Сирия.
Когато през 1172 йерусалимският крал Амалрих I напуска Светите земи и заминава за Константинопол за да уговаря на византийския император Мануил I Комнин за общ съюз срещу сарацинския султан Саладин, той назначава Жобер дьо Сири за периода на отсъствието му за регент на Йерусалимското кралство, и за настойник на непълнолетния си син Балдуин IV.
На 11 юли 1174 г. на 38 години, Амалрих I умира, и за регент на Балдуин IV се обявява сенешалът на кралството Мило дьо Планси, който обаче не се ползва с подкрепата на местните барони. През август 1174 г. Йерусалим пристига графът на Триполи Реймон III и се обявява за регент, като най-близък родственик на краля по мъжка линия. Реймон е подкрепен от други влиятелни барони, включително Онфроа IV дьо Торон, и от братята Балдуин д'Ибелин а и Балиан д'Ибелин. На страната на триполитанския граф застават Жобер дьо Сири, както и йерусалимските тамплиери, предвождани от Од дьо Сен Аман. През есента на 1174 г. Мило дьо Планси е убит в Акра и спора за регентството е решен.
През декември 1174 г. Жобер предвожда рицарите от Ордена в похода на Реймон III срещу Саладин в Сирия, а през 1176 се присъединява към армията на граф Филип I Фландърски, отново в поход срещу Саладин.
През 1176 г. Жобер дьо Сири издава декрета „Привилегия на болните за бял хляб“, с който се предоставя право на бедните и болните да получават хляб, като всеки хляб трябва да е с тегло две марки и да се даде на две бедни лица. Пред 1177 г. издава и декрета „Правила на църквата на хоспиталиерите в Ерусалим“, с който установява реда за провеждане на утренни, частни и публични меси, заупокойни служби, причастия, палене на свещи, събиране на такси за изповеди и др.
Името на великия магистър се споменава за последен път през януари 1177 г. Жобер дьо Сири умира през октомври 1177 г. и за негов приемник е избран Роже дьо Мулен.